# Język omurano
Język omurano, także: humurana, mayna, numurana, roamaina, umurano – jeden z języków zaparo, wymarły przed 1958 r. Był używany przez Indian Záparo zamieszkujących region Loreto, wzdłuż rzeki Marañón.